# Formazioni dei Guns N' Roses

## Formazione

### Attuale
- Axl Rose - voce, pianoforte (1985-presente)
- Slash - chitarra solista, cori (1985-1996) (2016-presente)
- Duff McKagan - basso, cori (1985-1997) (2016-presente)[1]
- Dizzy Reed - tastiere, pianoforte, percussioni, cori (1990-presente)
- Richard Fortus - chitarra ritmica, cori (2002-presente)
- Frank Ferrer - batteria (2006-presente)
- Melissa Reese - tastiere, programmazione, cori (2016-presente) [2]

### Ex componenti
Membri
- Tracii Guns - chitarra solista (1985)
- Ole Beich - basso (1985)
- Rob Gardner - batteria (1985)
- Steven Adler - batteria (1985-1990)[3]
- Izzy Stradlin - chitarra ritmica, cori (1985-1991)[4]
- Gilby Clarke - chitarra ritmica, cori (1991-1994)
- Matt Sorum - batteria, cori (1990-1997)
- Josh Freese - batteria (1998-1999)
- Paul Tobias - chitarra ritmica (1994-2002)
- Buckethead - chitarra solista (2000-2004)
- Bryan Mantia - batteria (2000-2006)
- Robin Finck - chitarra solista (1997-1999, 2000-2008)
- Bumblefoot - chitarra solista (2006-2014)
- DJ Ashba - chitarra solista (2009-2015)
- Tommy Stinson - basso, cori (1998-2016)
- Chris Pitman - tastiere, programmazione, sub-bass, cori (1998-2016)

Live
- Teddy Andreadis - tastiere (1991-1993)
- Cece Worrall - sassofono (1991-1993)
- Lisa Maxwell - sassofono (1991-1993)
- Anne King - tromba (1991-1993)
- Tracey Amos - cori (1991-1993)
- Roberta Freeman - cori (1991-1993)
- Diane Jones - cori (1991-1993)

### Le formazioni durante la loro storia
1985
- Axl Rose - voce, tastiere
- Tracii Guns - chitarra solista
- Izzy Stradlin - chitarra ritmica, cori
- Ole Beich - basso
- Rob Gardner - batteria

1985-1990
- Axl Rose - voce, tastiere
- Slash - chitarra solista, cori
- Izzy Stradlin - chitarra ritmica, cori
- Duff McKagan - basso, cori
- Steven Adler - batteria

1990-1991
- Axl Rose - voce, tastiere
- Slash - chitarra solista, cori
- Izzy Stradlin - chitarra ritmica, cori
- Duff McKagan - basso, cori
- Matt Sorum - batteria, cori
- Dizzy Reed - tastiere, cori

1991-1994
- Axl Rose - voce, tastiere
- Slash - chitarra solista, cori
- Gilby Clarke - chitarra ritmica, cori
- Duff McKagan - basso, cori
- Matt Sorum - batteria, cori
- Dizzy Reed - tastiere, cori

1994-1996
- Axl Rose - voce, tastiere
- Slash - chitarra solista, cori
- Paul Tobias - chitarra ritmica, tastiere
- Duff McKagan - basso, cori
- Matt Sorum - batteria, cori
- Dizzy Reed - tastiere, cori

1996-1997
- Axl Rose - voce, tastiere
- Robin Finck - chitarra solista, tastiere
- Paul Tobias - chitarra ritmica, tastiere
- Duff McKagan - basso, cori
- Matt Sorum - batteria, cori
- Dizzy Reed - tastiere, cori

1997-1999
- Axl Rose - voce, tastiere
- Robin Finck - chitarra solista, tastiere
- Paul Tobias - chitarra ritmica, tastiere
- Tommy Stinson - basso, cori
- Josh Freese - batteria
- Dizzy Reed - tastiere, cori

1999
- Axl Rose - voce, tastiere
- Robin Finck - chitarra solista, tastiere
- Paul Tobias - chitarra ritmica, tastiere
- Tommy Stinson - basso, cori
- Josh Freese - batteria
- Dizzy Reed - tastiere, cori
- Chris Pitman - tastiere, basso, cori

2000
- Axl Rose - voce, tastiere
- Buckethead - chitarra solista
- Paul Tobias - chitarra ritmica, tastiere
- Tommy Stinson - basso, cori
- Bryan Mantia - batteria
- Dizzy Reed - tastiere, cori
- Chris Pitman - tastiere, basso, cori

2000-2002
- Axl Rose - voce, tastiere
- Buckethead - chitarra solista, chitarra ritmica
- Robin Finck - chitarra solista, tastiere
- Paul Tobias - chitarra ritmica, tastiere
- Tommy Stinson - basso, cori
- Bryan Mantia - batteria
- Dizzy Reed - tastiere, cori
- Chris Pitman - tastiere, basso, cori

2002-2004
- Axl Rose - voce, tastiere
- Buckethead - chitarra solista, chitarra ritmica
- Robin Finck - chitarra solista, tastiere
- Richard Fortus - chitarra ritmica, cori
- Tommy Stinson - basso, cori
- Bryan Mantia - batteria
- Dizzy Reed - tastiere, cori
- Chris Pitman - tastiere, basso, cori

2004-2006
- Axl Rose - voce, tastiere
- Bumblefoot - chitarra solista, chitarra ritmica
- Robin Finck - chitarra solista, tastiere
- Richard Fortus - chitarra ritmica, cori
- Tommy Stinson - basso, cori
- Bryan Mantia - batteria
- Dizzy Reed - tastiere, cori
- Chris Pitman - tastiere, basso, cori

2006-2008
- Axl Rose - voce, tastiere
- Bumblefoot - chitarra solista, chitarra ritmica
- Robin Finck - chitarra solista, tastiere
- Richard Fortus - chitarra ritmica, cori
- Tommy Stinson - basso, cori
- Frank Ferrer - batteria
- Dizzy Reed - tastiere, cori
- Chris Pitman - tastiere, basso, cori

2008-2015
- Axl Rose - voce, tastiere
- DJ Ashba - chitarra solista, chitarra ritmica
- Bumblefoot - chitarra solista
- Richard Fortus - chitarra ritmica, cori
- Tommy Stinson - basso, cori
- Frank Ferrer - batteria
- Dizzy Reed - tastiere, cori
- Chris Pitman - tastiere, basso, cori

2016-2025
- Axl Rose - voce
- Slash - chitarra solista, cori
- Richard Fortus - chitarra ritmica, cori
- Duff McKagan - basso, cori
- Frank Ferrer - batteria
- Dizzy Reed - tastiere, cori
- Melissa Reese - tastiere, cori

2025-presente
- Axl Rose - voce
- Slash - chitarra solista, cori
- Richard Fortus - chitarra ritmica, cori
- Duff McKagan - basso, cori
- Isaac Carpenter - batteria
- Dizzy Reed - tastiere, cori
- Melissa Reese - tastiere, cori